# Ratpenat nassut siberià
El ratpenat nassut siberià (Murina fusca) és una espècie de ratpenat de la família dels vespertiliònids que només es troba a la Xina.